# 柏木美里
柏木 美里（かしわぎ みさと、1984年1月20日 - ）は、日本の元タレント、元レースクイーン、元グラビアアイドル。
千葉県出身。過去にK-pointに所属していたが、現在の所属事務所等は不明。

## 略歴
高校卒業後は東京都立保健科学大学（現 東京都立大学）の看護学科に進学。その後看護師として就職するが、高校時代にF1レースを観戦して以来憧れていたレースクイーンの夢を捨てきれず、2006年にK-pointに所属。2007年、古崎瞳と共にSUPER GT「カルソニックレディ」としてレースクイーンデビュー。以後2012年の「ZENT sweeties」まで5年間にわたりレースクイーン活動を続ける。
2010年11月、当時同じ事務所の瀬長奈津実、松本麻実、矢代梢と共にユニット『MP4』を結成。iTunes限定で歌手デビュー。その後2012年には東京オートサロンのイメージガールユニット『A-class』の一員としても歌声を披露していた。
雑誌グラビアに進出するなどタレントとしても活躍。2014年4月時点で10作品のイメージDVDをリリースしているが、10作目の『誰にも言えない』リリースを最後にグラビア引退を宣言。2014年5月17日のブログで、4月を以ってK-pointを退社したことを報告した。
その後、約1年間オーストラリアに渡り芸能活動を休止していたが、翌2015年5月23日の東京での撮影会を以って芸能活動を再開することをブログで発表、芸能活動を再開した。先述の通り現在の所属事務所等は不明である。
2022年10月23日、第1子を出産していたことを自身のインスタグラムで明らかにし、その直後には結婚して夫がいることも明かしている。

## 人物
- 趣味は料理、歌うこと、パン作り。特技は水泳、ピアノ。中学時代は吹奏楽部でパーカッションを担当していた[4]。
- 6歳上の兄がいる[8]。
- 高校時代の同級生にロックバンド『ROOKiEZ is PUNK'D』のメンバーがいる[9]。
- かつて同事務所に所属していた村岡沙耶香とは、一緒に番組のアシスタントをしたりする等[10]、プライベートでも交流が深かった[11]。この他、2008 - 2009年度のA-classメンバーだった稲垣慶子とよく飲みに行ったことをブログで明かしている[12]。
- 落語を本格的に習っており、「麹家なす美」の名で寄席に出ている。

## 作品

### CD
- MP4『first』（2010年11月10日、CHI-CHI Label）
- A-class『TOKYO AUTOSALON 2012 presents EVOLUTION #08』（avex trax・オートサロン会場限定商品）
曲名「自分を好きでいられるように…」「I Wanna Dance」

### DVD
- 揺れる瞳（2008年8月29日、ぶんか社）
- 魅せられて…（2009年7月28日、デジワークス）
- STALKER（2010年8月25日、エアーコントロール）
- 放送禁止（2011年4月27日、イーネット・フロンティア）
- 密会（2012年3月23日、リバプール）
- 逢瀬（2012年6月22日、リバプール）
- もっと近くに…（2013年1月25日、ワニブックス）
- 恋愛症状（2013年4月19日、リバプール）
- もう一度、愛して（2013年9月6日、イーネット・フロンティア）
- 誰にも言えない（2014年4月24日、イーネット・フロンティア）

## 出演

### レースクイーン・イメージガール
- 2007年：SUPER GT「カルソニックレディ」（ホシノインパル）相方：古崎瞳
- 2008年：SUPER GT「TEAM SHADOW サーキットレディ」 相方：葉山さき
- 2009年：SUPER GT「Keihin Blue Beauties」（チーム・リアル） 相方：春那美希
- 2010年～2011年：SUPER GT「DUNLOPレースクイーン」（EPSON・Nakajima Racing） 相方：暮羽優奈
- 2012年：東京オートサロンイメージガール「A-class」、SUPER GT「ZENT sweeties」

### テレビドラマ
- 雲の階段 第6話 - （日本テレビ、2013年5月22日 - ） - 伊藤美加 役

### その他のテレビ番組
- 浜ちゃんが!（読売テレビ・日本テレビ系列） - 「売る」編アシスタント、ゲスト出演
- セレクションX（テレビ朝日） - レギュラーモデル
- PIT GIRLS（エンタ!371）
- AKiBAッテキ!!（エンタ!371）
- RQ奮闘記（エンタ!371）
- 全力坂（テレビ朝日、2007年11月）
- 激得!谷隊長のお値打ち温泉宿徹底ガイド（スカパー!277ch旅チャンネル）
- お笑い芸人マジック王座決定戦スペシャル（フジテレビ、2009年3月）
- マルさまぁ〜ず（TBS、2010年5月19日・6月9日・16日・30日）
- あっ!とシークレットLIVE（あっ!とおどろく放送局、2011年1月22日）
- ゴッドタン 〜The God Tongue 神の舌〜（テレビ東京、2011年8月）
- 美少女ヌードル（テレビ朝日、2012年4月13日）
- スキ[ハート]モノ＜登龍門＞（フジテレビ　2012年 - ） - レギュラー出演
- コヤブ歴史堂〜にゃんたの（秘）ファイル〜（ABCテレビ、2013年5月 - ） - Rekico（レキコ）名義

### 映画
- ジェネラル・ルージュの凱旋（2009年） - ナース 役

### 舞台
- 「ブレイクスルー JAPAN 2010」舞台「秘蜜。」（2010年8月13日 - 15日、SPACE107）
- 劇団スカンクシアター「秘蜜。2 〜Wedding Party〜」（2011年3月9日 - 14日、Geki地下Liberty）
- エアースタジオ「NEXT DOOR」（2011年7月13日 - 18日、AQUA studio、脚本・演出:藤森一朗）
- 劇団スカンクシアター「秘蜜。3」（2011年8月24日 - 29日、Geki地下Liberty）
- 劇団スカンクシアターvol.4「PUPPY」（2012年9月13日 - 17日、劇場MOMO）

### オリジナルビデオ
- みうらじゅんの正しい保健体育（2011年7月22日、CURIOUSCOPE）

### CM
- 共栄火災（2008年） - 関根麻里と共演[13]

### インターネット
- イジリー&柏木&天海の「他人まかせでは儲かりまへん」（2011年10月6日 - 、ニコニコ生放送）

## 書籍

### 写真集
- misato（2012年12月15日、ワニブックス、撮影：西田幸樹）ISBN 978-4847045103